# Митюшкин, Вениамин Васильевич
Вениамин Васильевич Митюшкин — советский хозяйственный, государственный и политический деятель.

## Биография
Родился в 1906 году. Член ВКП(б) с 1928 года.
С 1933 года — на хозяйственной, общественной и политической работе. В 1933—1959 гг. — инженер-конструктор авиационного завода, 2-й секретарь Коминтерновского райкома ВКП(б) города Москвы, 2-й секретарь Славгородского райкома ВКП(б), 1-й секретарь Рубцовского городского комитета ВКП(б), секретарь Алтайского краевого комитета ВКП(б) по промышленности и транспорту, 1-й секретарь Барнаульского городского комитета ВКП(б) — КПСС, 2-й секретарь Якутского областного комитета КПСС.
Избирался депутатом Верховного Совета РСФСР 3-го созыва, Верховного Совета СССР 5-го созыва.
Умер в 1968 году. 

## Сочинения
- Митюшкин, Вениамин Васильевич. Развитие социалистической промышленности на Алтае [Текст]. — Барнаул : Кн. изд-во, 1955. — 256 с.; 20 см.
- Митюшкин, Вениамин Васильевич. Социалистическая Якутия [Текст]. — Якутск : Якуткнигоиздат, 1960. — 359 с., 2 л. карт. : ил.; 23 см